# كريستين أودونيل
كريستين تيريز أودونيل (بالإنجليزية: Christine Therese O'Donnell)‏ وهي سياسية أمريكية ولدت في يوم 27 أغسطس 1969 في مدينة فيلادلفيا في الولايات المتحدة، كانت سياسية سابقة في الحزب الجمهوري الأمريكي، والآن هي ناشطة محافظة في حركة الشاي، رشحت نفسها في 2010 في إنتخابات 2010 من ولاية ديلاوير لمواجهة جو بايدن نائب الرئيس الأمريكي لكنها فشلت.

## أولى سنوات حياتها وتعليمها
وُلدت أودونيل في فيلادلفيا ونشأت في مورستاون، نيو جيرسي. هي الخامسة من بين ستة أطفال لكارول (شيلانو) ودانييل أودونيل. والدتها من أصل إيطالي ووالدها من أصل أيرلندي. قالت أودونيل إنه في بعض الأحيان، كان على والدها العمل في ثلاث وظائف لتغطية نفقات العائلة. عمل بدوام جزئي في المسرح المجتمعي وفي التلفزيون المحلي، وقضى فترة قصيرة في العمل كمهرج باسم بوزو في الستينيات. تخرجت أودونيل من مدرسة مورستاون الثانوية في عام 1987، حيث كانت عضوًا في نادي الدراما ومذيعة طلابية. التحقت بجامعة فيرلي ديكنسون بداية من عام 1987، وتخصصت في البداية في المسرح، لكنها تحولت لاحقًا إلى الأدب الإنجليزي مع تركيزها على دراسات التواصل. أخبرت أودونيل صحيفة نيويورك تايمز في وقت لاحق بأنها أمضت ثلاث سنوات في الكلية.

## مهنتها
انخرطت أودونيل في السياسة لأول مرة في عام 1991 عند عملها في صناديق الاقتراع مع اللجنة الوطنية الجمهورية بالكلية. كانت زعيمة شابة لحملة بوش - كويل وحضرت عام 1992 المؤتمر الوطني للحزب الجمهوري. وأثناء وجودها هناك، بدأت في إجراء اتصالات مع وسائل الإعلام، والالتقاء يوميًا بمنتج سي إن إن وإجراء مقابلات تلفزيونية قدمت وجهة نظر طالب جامعي حول هذه الاتفاقية. عملت أودونيل في العام التالي لمدة ثلاثة أشهر في واشنطن العاصمة لمنظمة معارضة الإباحية والمسماة إيناف إز إيناف ( بالإنجليزية: Enough is Enough). ثم أمضت عامين في العمل في مكتب الاتصالات التابع للجنة الوطنية الجمهورية في العاصمة واشنطن. شعرت بخيبة أمل لتحويل الحزب الجمهوري تركيزه بعيدًا عن القضايا منع الإجهاض بعد انتخابات 1994، ما دفعها للاستقالة من اللجنة الوطنية الجمهورية والعمل لفترة وجيزة مع الائتلاف المسيحي كمستشارة إعلامية والتي كانت ترأسه روبرتا كومبس. ثم أصبحت أودونيل السكرتيرة الصحفية للجماعة المسيحية المحافظة، المرأة المهتمة بأمريكا (بالإنجليزية: Concerned Women for America).
حضرت أودونيل في عام 1996 المؤتمر الوطني للحزب الجمهوري في سان دييغو، وانتقلت إلى لوس أنجلوس، وأسست منظمة المناصرة الخاصة بها، ذا سافيورز ألاينس فور ليفتينغ ذا تروث (بالإنجليزية: The Savior's Alliance for Lifting the Truth) وعملت كرئيسة لها. ضغطت منظمتها على الكونغرس الأمريكي بشأن القضايا الأخلاقية ولتعزيز القيم المسيحية، بما في ذلك الامتناع عن ممارسة الجنس قبل الزواج. اتخذت أودونيل في التسعينيات موقفا علنيا ضد العادة السرية، واصفة إياها بالـ «خاطئة» وساوت بينها وبين الزنا. لاحظ بعض المعلقين اتفاق تعليقاتها مع عقيدة الروم الكاثوليك الرسمية، والتي تدين العادة السرية وغيرها من أشكال الجنس غير الإنجابي. ظهرت أودونيل في فوكس نيوز وإم إس إن بي سي وسي-سبان كممثلة لمنظمتها. ظهرت أيضًا في برنامج الجنس في التسعينات على قناة إم تي في، لتدافع عن «النقاء» الجنسي، كما كانت ضيفة منتظمة في برنامج بيل ماهرعلى قناة إيه بي سي والمسمى بوليتكيلي إنكوركت (بالإنجليزية: Politically Incorrect)، وظهرت في 22 حلقة. في مناقشة عام 1996 على قناة سي إن إن، دافعت أودونيل عن تدريس نظرية الخلقية في المدارس العامة وانتقدت نظرية التطور لداروين على أساس أنها «مجرد نظرية» أو «أسطورة». وأكدت أن «هناك الكثير، إن لم يكن أكثر، من الأدلة التي تدعم [نظرية الخلق].» عادت أودونيل في أواخر التسعينيات إلى العاصمة واشنطن، حيث واصلت عملها في مجال مناصرة ما تؤمن به. نشرت في عام 1998 مقالاً في المعرض الثقافي بعنوان «قضية الطهارة». كتبت في عام 2003 مقالاً بعنوان «نساء الأرض الوسطى» للمبادلة الكاثوليكية.

## روابط خارجية
- كريستين أودونيل على موقع IMDb (الإنجليزية)
- كريستين أودونيل على موقع الموسوعة البريطانية (الإنجليزية)
- كريستين أودونيل على موقع إن إن دي بي (الإنجليزية)